# Delovna skupina KleptoCapture
Delovna skupina KleptoCapture je enota Ministrstva za pravosodje Združenih držav Amerike, ustanovljena marca 2022 s ciljem uveljavljanja sankcij proti ruskim oligarhom. Nastala je po ruski invaziji na Ukrajino leta 2022.

## Ozadje
Predsednik Joe Biden je med govorom kongresu leta 2022 napovedal prizadevanja. Ta ekipa je bila sestavljena posebej za ciljanje oligarhov. To ekipo sestavljajo uradniki zveznega preiskovalnega urada, službe maršalov Združenih držav, davčne službe, poštne inšpekcijske službe ZDA, ameriške službe za priseljevanje in carino ter tajne službe ZDA. Glavni cilj delovne skupine je uvesti sankcije proti ruskim posameznikom z zamrznitvijo in zasegom premoženja, za katerega je vlada ZDA trdila, da je bilo zaradi sodelovanja z rusko vlado in invazije na Ukrajino nezakonito pridobljeno.